# Desterro de Entre Rios
Desterro de Entre Rios är en kommun i Brasilien.   Den ligger i delstaten Minas Gerais, i den sydöstra delen av landet, 700 km sydost om huvudstaden Brasília. Antalet invånare är 7 002.
Omgivningarna runt Desterro de Entre Rios är huvudsakligen savann. Runt Desterro de Entre Rios är det ganska glesbefolkat, med 22 invånare per kvadratkilometer.